# NGC 71
NGC 71 (ook wel PGC 1197, UGC 173, MCG 5-1-68, ZWG 499.107, ARP 113 of VV 166c) is een elliptisch sterrenstelsel in het sterrenbeeld Andromeda.
NGC 71 werd op 7 oktober 1855 ontdekt door de Ierse astronoom William Parsons.